# Brlog
Brlog (srbsky Брлог) je vesnice v Chorvatsku v Licko-senjské župě. Je součástí opčiny města Otočac, od něhož se nachází asi 12 km na severozápad. V roce 2011 zde trvale žilo 279 obyvatel. V roce 1991 tvořili národnostní většinu Srbové (73,72 %), pouze 22,87 % obyvatel bylo chorvatské národnosti.
Vesnice leží na silnici D50, blízko prochází dálnice A1. Sousedními vesnicemi jsou Brloška Dubrava, Drenov Klanac, Kompolje, Rapain Klanac a Žuta Lokva.